# Frielas
Frielas era una freguesia portuguesa del municipio de Loures, distrito de Lisboa.

## Historia
Fue suprimida el 28 de enero de 2013, en aplicación de una resolución de la Asamblea de la República portuguesa promulgada el 16 de enero de 2013 al unirse con la freguesia de Santo António dos Cavaleiros, formando la nueva freguesia de Santo António dos Cavaleiros e Frielas.

## Patrimonio
- Capilla de Santa Catalina
- Cruceiro de Frielas
- Sitio arqueológico de Frielas
- Iglesia Matriz Parroquial de San Julián y Santa Basilisa
- Quinta do Pinto
- Palacio de Frielas
- Quinta de Santo Antonio (Frielas)